# Tri-Cities Opera
La Tri-Cities Opera Company (comunemente nota come "TCO"), fondata nel 1949 da Peyton Hibbitt e Carmen Savoca a Binghamton, New York, mette in scena ogni anno quattro opere su vasta scala per stagione, che in genere va da ottobre a maggio di ogni anno. La Tri-Cities Opera è nota per il suo programma di formazione per artisti e mantiene un'attività di noleggio di costumi e scenografie ad altre compagnie d'opera per molte opere comunemente eseguite.

## Informazioni generali
La Tri-Cities Opera è stata fondata nel 1949 per servire la comunità di Greater Binghamton nello stato di New York. La TCO è organizzata e focalizzata come una società di formazione per artisti più giovani ed è partner della comunità con il dipartimento di musica della Binghamton University. Per le produzioni TCO utilizza questi artisti residenti e raramente si avvale di artisti esterni.

## Programma di formazione per artisti residenti
Sin dall'inizio la TCO si è concentrata sulla formazione di giovani cantanti lirici ed ha creato un programma Resident Artist, formando giovani cantanti lirici di tutto il mondo. Gli alunni del programma hanno continuato ad esibirsi in compagnie d'opera di fama mondiale, tra cui The Metropolitan Opera e The San Francisco Opera.
Tra gli artisti che hanno studiato e si sono esibiti al TCO figurano il tenore Plácido Domingo durante le stagioni 1965-1966 e molti altri noti interpreti d'opera.
Gli artisti residenti ricevono la formazione presso le strutture di TCO, lo spazio principale per le esibizioni presso il teatro Broome County Forum e negli studi privati del personale. Le conoscenze insegnate agli artisti residenti includono abilità nelle audizioni, nella recitazione, capacità sceniche, movimento, dizione, pedagogia vocale, coaching vocale e interpretazione dei ruoli.

## Produzioni di costumi e scenografie
TCO ha la produzione di scene e costumi per molte delle opere più comunemente rappresentate. TCO noleggia questi oggetti a numerose altre compagnie d'opera per le loro produzioni. Dispone di uno spazio per la produzione, l'immagazzinamento e la manutenzione di questi articoli.

## Locali per gli spettacoli
La TCO mantiene strutture in Clinton Street a Binghamton, dove dispone di spazi per la progettazione di costumi, produzione e stoccaggio di set, strutture per la formazione e la pratica degli artisti e un piccolo teatro per spettacoli o eventi più piccoli e intimi.
Per spettacoli su scala più vasta, utilizza il teatro Broome County Forum, una struttura di vaudeville restaurata da 1500 posti situata nel centro di Binghamton.